# 1947 في الإكوادور
فيما يلي قوائم الأحداث التي وقعت خلال عام 1947 في الإكوادور.

## رياضة
- 1 يناير – كأس أمريكا الجنوبية 1947 الفائز منتخب الأرجنتين لكرة القدم.

## مواليد

### فبراير
- 27 فبراير – سونيا مانزانو فيلا كاتبة إكوادورية.

### أبريل
- 14 أبريل – فابيان ألاركون رئيس الإكوادور.[1]

### ديسمبر
- 5 ديسمبر – جايمي دوران باربا مستشار سياسي إكوادوري.

## وفيات

### مايو
- 7 يوليو – خوسيه لويس تامايو (مواليد 1858)

### يوليو
- 7 يوليو – خوسيه لويس تامايو (مواليد 1858)